# Birreencorragh
Birreencorragh är ett berg i republiken Irland.   Det ligger i grevskapet Maigh Eo och provinsen Connacht, i den nordvästra delen av landet, 220 km väster om huvudstaden Dublin. Toppen på Birreencorragh är 699 meter över havet, eller 575 meter över den omgivande terrängen. Bredden vid basen är 12,1 km.
Terrängen runt Birreencorragh är huvudsakligen lite kuperad.Runt Birreencorragh är det mycket glesbefolkat, med 4 invånare per kvadratkilometer. Närmaste större samhälle är Castlebar, 19,3 km sydost om Birreencorragh. Trakten runt Birreencorragh består i huvudsak av gräsmarker.